# جي. ديلبرت موريس
جي. ديلبرت موريس هو سياسي أمريكي، ولد في 23 يونيو 1909، وتوفي في 4 نوفمبر 1987. انتخب عضو جمعية ولاية كاليفورنيا ‏.